# Ka'apor
Ka'apor är en etnisk grupp i delstaten Maranhão i Brasilien.
Ka'apor bor i reservatet Alto Turiaçu i delstaten Maranhão i Amazonasområdet. Reservatet är på 530 000 hektar. Delstatens regnskogar avverkas i rask takt, både legalt och illegalt, och reservatet är också utsatt för avskogning, trots ett formellt skydd. De första nära och kontinuerliga kontakterna med vita och med de brasilianska myndigheterna påbörjades 1928 och har genom överföring av infektionssjukdomar minskat folkgruppens storlek. Det kan finns omkring 2 000 ka'apor, men uppgifterna varierar enligt olika källor mellan drygt 4 000 till knappt 1 000.
Ka'aporspråket ingår i språkfamiljen Tupí-guaraní. Inom ka'apor har andelen dövhet bedömts vara hög, 1,4 procent, varför också ett teckenspråk är mycket utbrett hos dem. Trots att många ka'apor under 1900-talet har bytt livsstil och delvis integrerats i storsamhället, finns fortfarande många som följer en traditionell livsstil. Språket har också till hög grad bevarats inom den etniska gruppen.
Ximborendá är en av ka'apors mer kända och största byar, av sammanlagt 18 byar i Alto Turiaçu.
Forskning om Ka'apor har bedrivits av den amerikanske antropologen William Balée, som 1994 beskrev ka'apors levnadssätt och näringsfång i regnskogen.

## Kontakt mellan ka'apor och storsamhället
Flera kända historiska kontakter mellan ka'apor och den portugisisktalande befolkningen sedan 1600-talet har varit våldsamma. Efter 1928 har relationen till de brasilianska myndigheterna varit mer avspänd, men under senare årtionden har antalet vita inbyggare i närområdet, med jordbruk och skogsavverkning som näringar, kraftigt ökat. Detta har också medfört att intrången i reservatet, med illegala bosättningar och illegal skogsavverkning har blivit ett problem, och att stora områden har blivit laglöst land.

## Bildgalleri

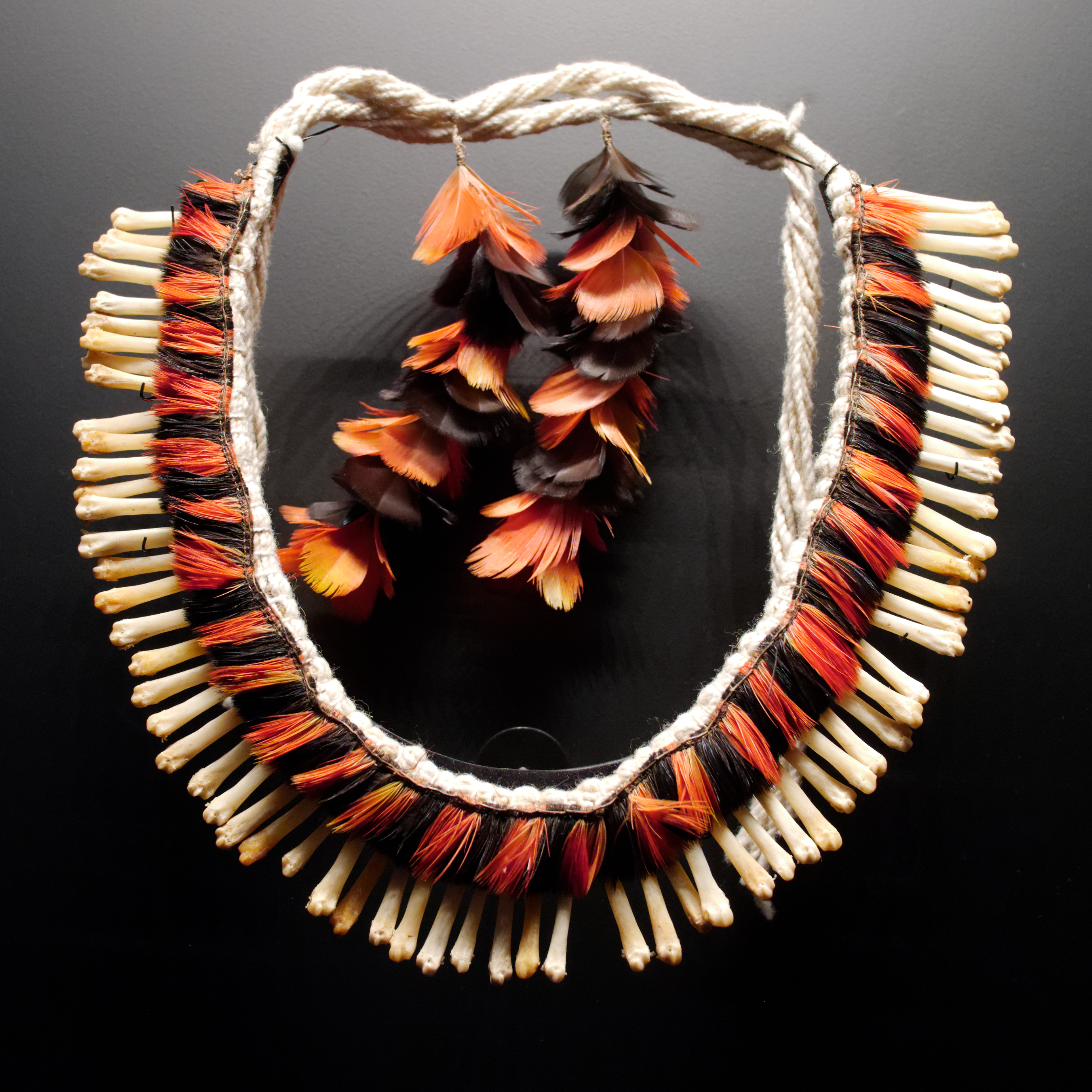
Halsband av fjädrar från röd ara och alagoashocko samt benbitar av apor
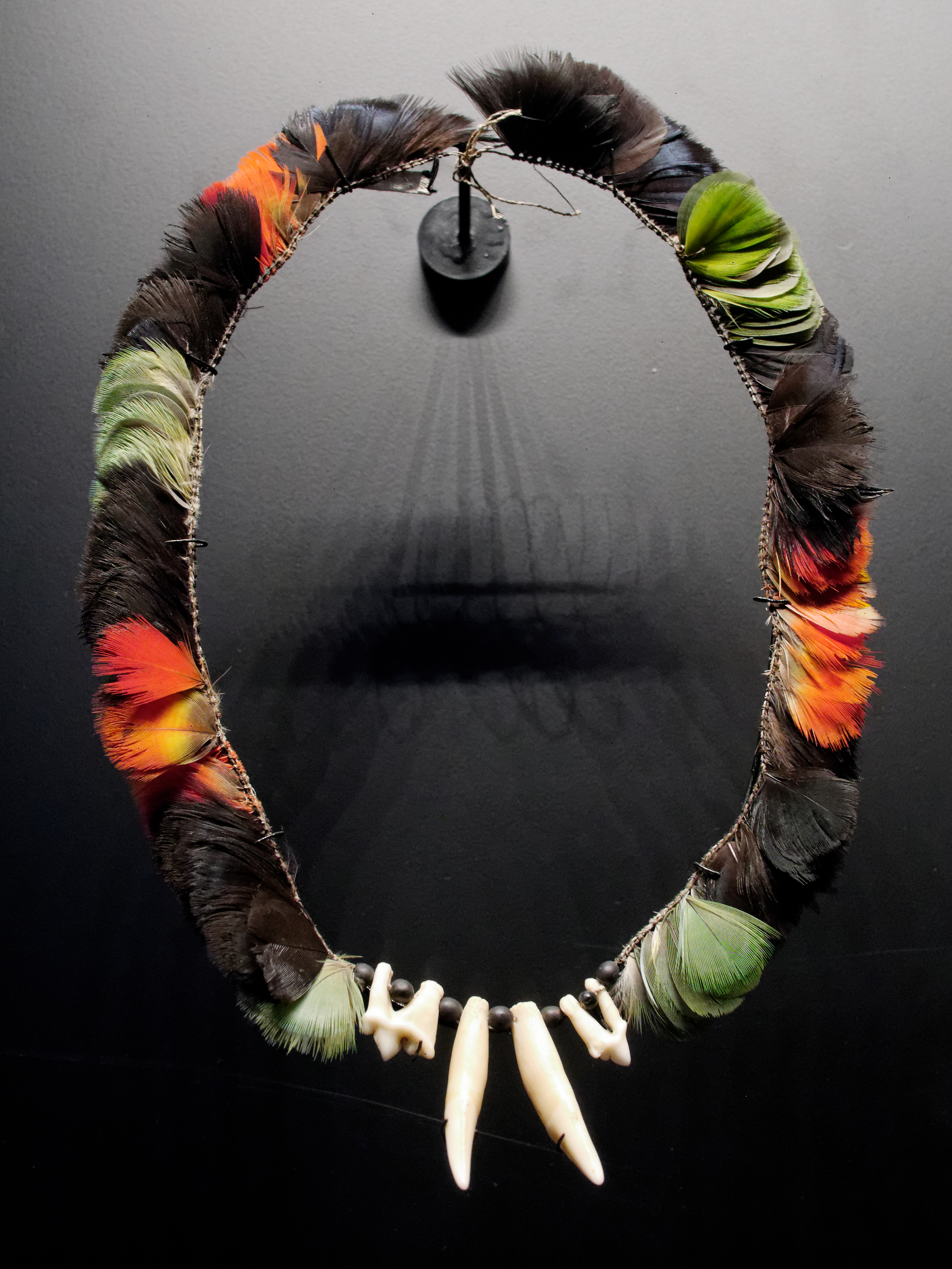
Halsband av fjädrar av röd ara och mjölamazon samt ozelottänder
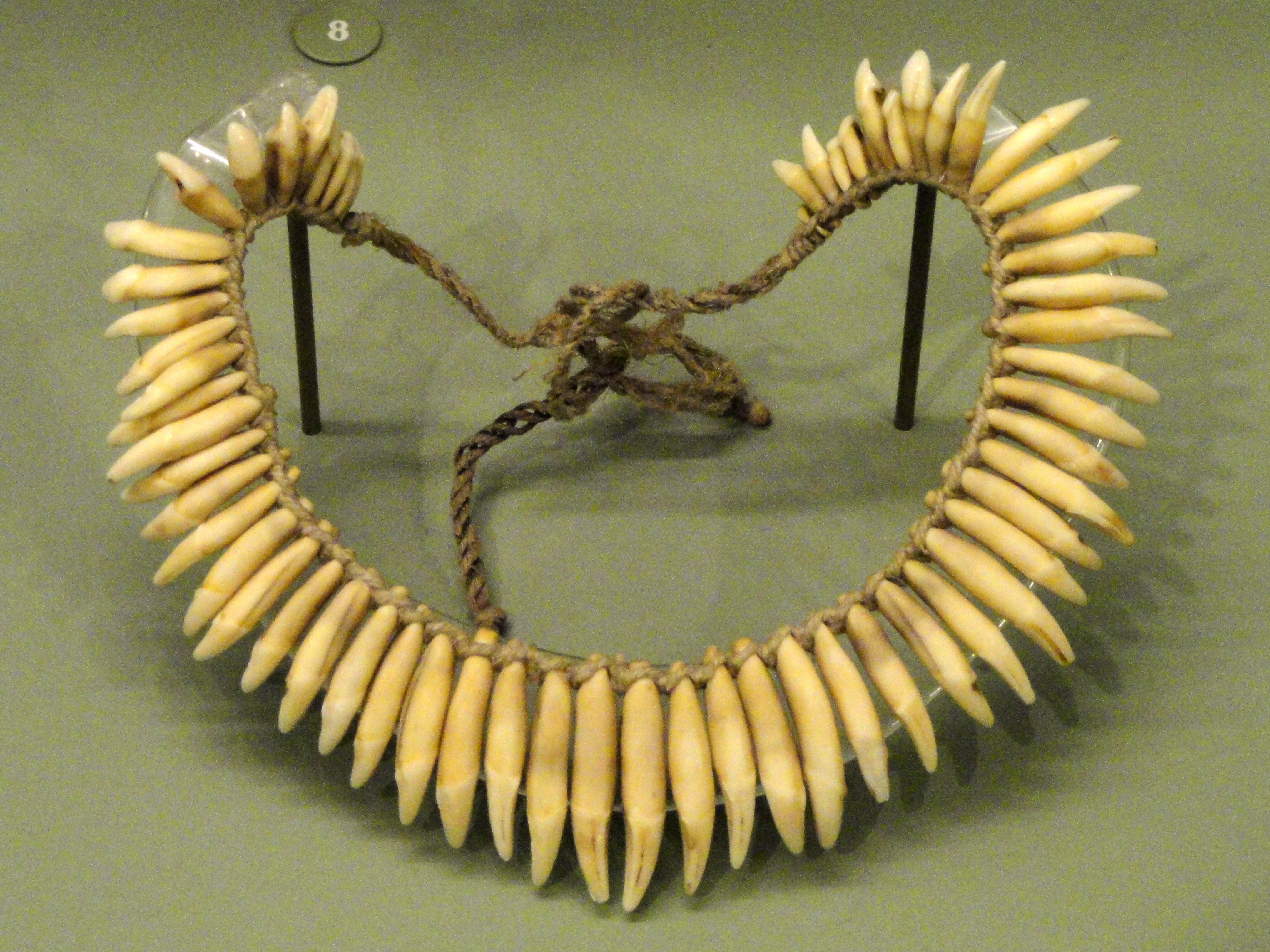
Halsband av ozelottänder